# Рысевец, Флавиан Владимирович
Флавиан Владимирович Рысевец (1923—1990) — старший лейтенант Рабоче-крестьянской Красной Армии, участник Великой Отечественной войны, Герой Советского Союза (1945).

## Биография
Флавиан Рысевец родился 1 января 1923 года в городе Свободный (ныне — Амурская область). До призыва в армию проживал в Ставрополе, окончил там девять классов школы. В феврале 1941 года Рысевец был призван на службу в Рабоче-крестьянскую Красную Армию. С начала Великой Отечественной войны — на её фронтах. В боях три раза был ранен. В 1942 году Рысевец окончил Ульяновское танковое училище.
К январю 1945 года старший лейтенант Флавиан Рысевец командовал танковой ротой 3-го танкового полка 37-й механизированной бригады 1-го механизированного корпуса 2-й гвардейской танковой армии 1-го Белорусского фронта. Отличился во время освобождения Польши. 16-26 января 1945 года рота Рысевца в ходе наступления нанесла противнику большие потери, уничтожив около 10 батарей артиллерии и миномётов, около 15 пулемётных точек, а также взяла в плен около 150 солдат и офицеров противника. Во время боёв за освобождение города Черникау Рысевец заменил собой выбывшего из строя командира и успешно исполнил его обязанности.
Ранен 17 февраля 1945 года, эвакуирован в госпиталь.
Указом Президиума Верховного Совета СССР от 24 марта 1945 года за «образцовое выполнение боевых заданий командования на фронте борьбы с немецкими захватчиками и проявленные при этом мужество и героизм» старший лейтенант Флавиан Рысевец был удостоен высокого звания Героя Советского Союза с вручением ордена Ленина и медали «Золотая Звезда» за номером 7964.
После окончания войны Рысевец был уволен в запас. Проживал в Ставрополе. С 1965 года работал в средней школе учителем труда, затем – в Доме пионеров руководителем кружка картинга. Активно занимался общественной деятельностью. 
Скончался 22 октября 1990 года, похоронен на Сажевом кладбище Ставрополя.
Был также награждён двумя орденами Красного Знамени, двумя орденами Отечественной войны 1-й степени и рядом медалей.
Именем Героя Советского Союза Ф. В. Рысевца названа улица в Ставрополе.